# جون ويلسون (لاعب كرة قاعدة أمريكي)
جون ويلسون (بالإنجليزية: John Wilson)‏ هو لاعب كرة قاعدة أمريكي، ولد في 15 يونيو 1890 في بونسبورو في الولايات المتحدة، وتوفي في 23 سبتمبر 1954 في أنابولس في الولايات المتحدة.

## وصلات خارجية
- جون ويلسون على موقعبيزبول رفرنس.كوم (الدوري الرئيسي) (الإنجليزية)